# Alt Palància
Alt Palància este o arie protejată (arie specială de conservare — SAC, sit de importanță comunitară — SCI) din Spania întinsă pe o suprafață de 26.267,23 ha, integral pe uscat.

## Localizare
Centrul sitului Alt Palància este situat la coordonatele 39°55′51″N 0°43′15″W / 39.9308°N 0.7208°V.

## Înființare
Situl Alt Palància a fost declarat sit de importanță comunitară în decembrie 1997 pentru a proteja 8 specii de animale. Situl a fost protejat și ca arie specială de conservare în octombrie 2020.

## Biodiversitate
Situată în ecoregiunea mediteraneană, aria protejată conține 23 de habitate naturale: Pante stâncoase calcaroase cu vegetație casmofită, Matorral arborescenți cu Juniperus spp., Vegetație gipsofilă iberică (Gypsophiletalia), Păduri mediteraneene de Taxus baccata, Păduri de Quercus ilex și Quercus rotundifolia, Ape puternic oligomezotrofe cu vegetație bentonică cu Chara spp., Păduri de stejar galițio-portugheze cu Quercus robur și Quercus pyrenaica, Pajiști uscate europene, Păduri de pin (sub-) mediteraneene cu pini negri endemici, Izvoare petrifiante cu formare de travertin (Cratoneurion), Pajiști alpine și boreale, Păduri iberice de Quercus faginea și Quercus canariensis, Lande oro-mediteraneene cu formațiuni endemice de grozamă, Pajiști alpine și subalpine calcaroase, Peșteri inaccesibile publicului, Tufărișuri termo-mediteraneene și de pre-deșert, Grohotișuri termofile și vest-mediteraneene, Galerii și tufărișuri riverane sudice (Nerio-Tamaricetea și Securinegion tinctoriae), Pajiști umede mediteraneene cu ierburi înalte de Molinio-Holoschoenion, Pseudostepă cu ierburi și specii anuale de Thero-Brachypodietea, Pante stâncoase silicioase cu vegetație casmofită, Păduri endemice cu Juniperus spp., Galerii de Salix alba și de Populus alba.
La baza desemnării sitului se află mai multe specii protejate:
- păsări (2): erete cenușiu (Circus pygargus), vultur egiptean (Neophron percnopterus)
- mamifere (1): vidră de râu (Lutra lutra)
- nevertebrate (4): Austropotamobius pallipes, Coenagrion mercuriale, fluturele auriu (Euphydryas aurinia), Oxygastra curtisii
- pești (1): Achondrostoma arcasii

Pe lângă speciile protejate, pe teritoriul sitului au mai fost identificate 1 specie de păsări, 1 specie de amfibieni, 1 specie de nevertebrate.